# المعركة (قرية)
قرية المعركة هي إحدى القرى التابعة لمركز بدر في محافظة البحيرة في جمهورية مصر العربية. حسب إحصاءات سنة 2006، بلغ إجمالي السكان في المعركة 11188 نسمة، منهم 5870 رجل و5318 امرأة.